# Secció de Bàsquet del Futbol Club Barcelona Plantilla 2004-2005
La temporada 2004-2005, la plantilla del primer equip de bàsquet del Futbol Club Barcelona era formada pels següents jugadors:
| - 6 Vlado Ilievski - 7 Gregor Fucka - 8 Jordi Trias (tallat després de 17 partits) - 9 Christian Drejer - 10 Dejan Bodiroga - 11 Juan Carlos Navarro - 12 Roberto Dueñas - 14 Rodrigo de la Fuente |  | - 18 Ramon Espuña - 25 Andrija Zizic (incorporat a partir del 21 de gener) - 32 Remon Van de Hare - 32 Víctor Sada - 33 Marc Gasol - 42 Devin Davis (incorporat a partir del 7 de gener) - 44 Roger Grimau |

Entrenador:
- Manolo Flores
- Joan Montes (cessat l'1 de març)